# Якоруда
Якоруда (болг. Якоруда) — город в Благоевградской области Болгарии. Административный центр общины Якоруда. Находится примерно в 47 км к востоку от центра города Благоевград. По данным переписи населения 2011 года, в городе проживало 5792 человека. Площадь — 254,031 км².

## География
Город Якоруда расположен на высоте 890 метров над уровнем моря к востоку от города Разлог, в верховьях реки Места на лесистом холме Бунтишка, входящем в состав Родоп. Он окружён Родопами на юге и востоке и горным массивом Рила на севере и западе.

## История
Руины фракийского святилища у пика Бабечка чука свидетельствуют о существовании поселения в районе Якоруды ещё во фракийские времена. Земля Якоруд оказывается одним из пунктов, через которые проходит римская дорога, соединяющая Филиппополь и долину реки Марица с одной из главных дорог Римской империи - Виа Эгнатия. Об этом свидетельствуют остатки двух крепостей: Калиата, которая находится ниже города, и Градиште возле Черна Места.
Рядом с городом обнаружены остатки церкви с некрополем конца V века, разрушенной в конце VI или начале VII века и вновь отстроенной в XIII-XIV веках.
Во время османского владычества Якоруда входила в состав вакфа великого визиря Кара Мустафы, а с 1508 года была освобождена от некоторых налогов в соответствии с привилегиями, предоставленными вакфным поселениям. К середине XVII века Якоруда была крупнейшим поселением в Разлоге.
Якоруда начал возрождаться после османских погромов в первые десятилетия XIX века. В 1835 году была построена церковь «Свети Никола», но она была разрушена наводнением 1927 года.
Накануне Апрельского восстания 1876 года в слободе был образован местный революционный комитет. Хотя город попал в пределы Сан-Стефанской Болгарии, на основании Берлинского конгресса Якоруда была возвращена Османской империи, что стало причиной того, что жители Якоруда приняли участие в Илинденском и Кресненско-Разложском восстаниях.
По данным болгарского географа Васила Канчова («Македония. Этнография и статистика»), в начале XX века в Якоруде проживало 4490 жителей со следующим этническим составом: 2500 болгар-христиан, 1900 болгар-мусульман и 90 цыган.
В 1909 году был создан дом культуры «Светлина».  Якоруда была освобождена 7 октября 1912 года во время Первой Балканской войны 27-м Чепинским полком 2-я пехотной дивизией. 9 октября 1913 года была открыта Якорудская смешанная гимназия.  В 1925 году был основан трудовой лесхоз «Мусала». Якоруда была объявлена городом в 1964 году.
В 2005 году в честь города назван ледник на острове Гринвич в Антарктике.

## Население
| Год     | 1934 | 1946 | 1956 | 1965 | 1975 | 1985 | 1992 | 2001 | 2011 |
| ------- | ---- | ---- | ---- | ---- | ---- | ---- | ---- | ---- | ---- |
| Жителей | 4572 | 5291 | 5507 | 5891 | 6633 | 6395 | 6455 | 6192 | 5792 |

| Национальность  | Человек | Процент |
| --------------- | ------- | ------- |
| болгары         | 2531    | 52,74 % |
| турки           | 1714    | 35,72 % |
| цыгане          | 421     | 8,77 %  |
| другие          | 35      | 0,73 %  |
| не определились | 98      | 2,04 %  |
| Всего ответов   | 4799    |         |

|  |

## Транспорт
Через город проходит узкоколейная железная дорога Септември — Добриниште и республиканская автодорога II-84.  